# Vidră
Vidrele (Lutrinaee) sunt mamiferele semiacvatice din familia jderilor (Mustelidae) care alcătuiesc subfamilia Lutrinae. Cuprinde în total șapte genuri taxonomice cu 13 specii de animale.

## Morfologie
Toate speciile de vidră au corpul lung și șerpuitor, picioarele scurte, cu membrană interdigitală, coada lungă musculoasă și capul mic cu botul scurt. Lungimea vidrelor variază în jurul a 1 m, cântărind între 22 și 45 kg. Reprezentanții cei mai mari ai grupei sunt vidra de mare și vidra uriașă. Ca și celelalte mustelide, vidrele prezintă un dimorfism sexual, masculii fiind mai mari ca femelele. Animalele au o blană lucioasă cu părul scurt și des (peste 1000 de fire/mm²) de culoare cenușie-brună cu un guler de culoare mai deschisă pe gât sau abdomen. Blana are un rol important de protecție fiind acoperit de un strat de aer termoizolant în apă. Vidrele pot să rămână sub apă timp de 8 minute, blocându-și în acest timp orificiile nărilor și urechilor.

## Răspândire și mod de viață
Vidrele sunt animale cosmopolite, găsite pe toate continentele cu excepția Australiei și Antarctidei. Ele viețuiesc pe litoraluri stâncoase marine, pe lângă apele curgătoare și stătătoare, fiind înotătoare excelente. Ele ating pe uscat o viteză de 29 km/h. Vizuinile unor vidre sunt uneori dotate cu mai multe încăperi săpate la cel mult 500 m de malul apelor. Animalele își marchează teritoriul cu ajutorul glandelor anale, masculii având un teritoriu mult mai mare decât femelele.
Vidrele sunt animale de obicei active ziua, dar unele dintre ele practică un mod de viață nocturn. Își fac rost de hrană din apă. Vidrele se hrănesc cu pește, broaște, crustacei și alte nevertebrate acvatice, cantitatea de hrană zilnică a unei vidre variind între 15 și 25% din greutatea corporală a animalului. Cantitatea necesară de hrană este influențată de anotimp. Cele mai multe vidre vânează între 3 și 5 ore pe zi. Masculii trăiesc solitari, căutându-și pereche numai în perioada împerecherii, iar femelele se ocupă de creșterea puilor.

## Specii
|  | \| \| Lutră de mare sud-americană (Lontra felina) \| \| \| \| \| \| Lutră chiliană (Lontra provocax) \| \| \| \| |
|  | |
|  | Vidră cu coadă lungă (Lontra longicaudis)                                                                        |
|  | |
|  | Lutră de mare sud-americană (Lontra felina)                                                                      |
|  | |
|  | Lutră chiliană (Lontra provocax)                                                                                 |
|  | |

|  | Lutră de mare sud-americană (Lontra felina) |
|  |                                             |
|  | Lutră chiliană (Lontra provocax)            |
|  |                                             |

|  | \| \| Lutră de mare sud-americană (Lontra felina) \| \| \| \| \| \| Lutră chiliană (Lontra provocax) \| \| \| \| |
|  | |
|  | Vidră cu coadă lungă (Lontra longicaudis)                                                                        |
|  | |
|  | Lutră de mare sud-americană (Lontra felina)                                                                      |
|  | |
|  | Lutră chiliană (Lontra provocax)                                                                                 |
|  | |

|  | Lutră de mare sud-americană (Lontra felina) |
|  |                                             |
|  | Lutră chiliană (Lontra provocax)            |
|  |                                             |

|  | Vidră de râu (Lutra lutra)            |
|  |                                       |
|  | Vidră de Sumatra (Lutra sumatrana)    |
|  |                                       |
|  | Vidră japoneză de râu† (Lutra nippon) |
|  |                                       |
|  | Lutra euxena⁠(en)[traduceți]†          |
|  |                                       |
|  | Lutra castiglionis⁠(en)[traduceți]†    |
|  |                                       |
|  | Lutra simplicidens†                   |
|  |                                       |
|  | Lutra trinacriae†                     |
|  |                                       |

|  | Vidră africană fără gheare (Aonyx capensis)      |
|  |                                                  |
|  | Vidră orientală cu gheare scurte (Aonyx cinerea) |
|  |                                                  |
|  | Aonyx congicus                                   |
|  |                                                  |

|  | Vidră indiană (Lutrogale perspicillata) |
|  |                                         |

|  | Vidră africană fără gheare (Aonyx capensis)      |
|  |                                                  |
|  | Vidră orientală cu gheare scurte (Aonyx cinerea) |
|  |                                                  |
|  | Aonyx congicus                                   |
|  |                                                  |

|  | Vidră indiană (Lutrogale perspicillata) |
|  |                                         |

|  | Vidră de râu (Lutra lutra)            |
|  |                                       |
|  | Vidră de Sumatra (Lutra sumatrana)    |
|  |                                       |
|  | Vidră japoneză de râu† (Lutra nippon) |
|  |                                       |
|  | Lutra euxena⁠(en)[traduceți]†          |
|  |                                       |
|  | Lutra castiglionis⁠(en)[traduceți]†    |
|  |                                       |
|  | Lutra simplicidens†                   |
|  |                                       |
|  | Lutra trinacriae†                     |
|  |                                       |

|  | Vidră africană fără gheare (Aonyx capensis)      |
|  |                                                  |
|  | Vidră orientală cu gheare scurte (Aonyx cinerea) |
|  |                                                  |
|  | Aonyx congicus                                   |
|  |                                                  |

|  | Vidră indiană (Lutrogale perspicillata) |
|  |                                         |

|  | Vidră africană fără gheare (Aonyx capensis)      |
|  |                                                  |
|  | Vidră orientală cu gheare scurte (Aonyx cinerea) |
|  |                                                  |
|  | Aonyx congicus                                   |
|  |                                                  |

|  | Vidră indiană (Lutrogale perspicillata) |
|  |                                         |

|  | Vidră de râu (Lutra lutra)            |
|  |                                       |
|  | Vidră de Sumatra (Lutra sumatrana)    |
|  |                                       |
|  | Vidră japoneză de râu† (Lutra nippon) |
|  |                                       |
|  | Lutra euxena⁠(en)[traduceți]†          |
|  |                                       |
|  | Lutra castiglionis⁠(en)[traduceți]†    |
|  |                                       |
|  | Lutra simplicidens†                   |
|  |                                       |
|  | Lutra trinacriae†                     |
|  |                                       |

|  | Vidră africană fără gheare (Aonyx capensis)      |
|  |                                                  |
|  | Vidră orientală cu gheare scurte (Aonyx cinerea) |
|  |                                                  |
|  | Aonyx congicus                                   |
|  |                                                  |

|  | Vidră indiană (Lutrogale perspicillata) |
|  |                                         |

|  | Vidră africană fără gheare (Aonyx capensis)      |
|  |                                                  |
|  | Vidră orientală cu gheare scurte (Aonyx cinerea) |
|  |                                                  |
|  | Aonyx congicus                                   |
|  |                                                  |

|  | Vidră indiană (Lutrogale perspicillata) |
|  |                                         |

|  | Vidră de râu (Lutra lutra)            |
|  |                                       |
|  | Vidră de Sumatra (Lutra sumatrana)    |
|  |                                       |
|  | Vidră japoneză de râu† (Lutra nippon) |
|  |                                       |
|  | Lutra euxena⁠(en)[traduceți]†          |
|  |                                       |
|  | Lutra castiglionis⁠(en)[traduceți]†    |
|  |                                       |
|  | Lutra simplicidens†                   |
|  |                                       |
|  | Lutra trinacriae†                     |
|  |                                       |

|  | Vidră africană fără gheare (Aonyx capensis)      |
|  |                                                  |
|  | Vidră orientală cu gheare scurte (Aonyx cinerea) |
|  |                                                  |
|  | Aonyx congicus                                   |
|  |                                                  |

|  | Vidră indiană (Lutrogale perspicillata) |
|  |                                         |

|  | Vidră africană fără gheare (Aonyx capensis)      |
|  |                                                  |
|  | Vidră orientală cu gheare scurte (Aonyx cinerea) |
|  |                                                  |
|  | Aonyx congicus                                   |
|  |                                                  |

|  | Vidră indiană (Lutrogale perspicillata) |
|  |                                         |

|  | \| \| Lutră de mare sud-americană (Lontra felina) \| \| \| \| \| \| Lutră chiliană (Lontra provocax) \| \| \| \| |
|  | |
|  | Vidră cu coadă lungă (Lontra longicaudis)                                                                        |
|  | |
|  | Lutră de mare sud-americană (Lontra felina)                                                                      |
|  | |
|  | Lutră chiliană (Lontra provocax)                                                                                 |
|  | |

|  | Lutră de mare sud-americană (Lontra felina) |
|  |                                             |
|  | Lutră chiliană (Lontra provocax)            |
|  |                                             |

|  | \| \| Lutră de mare sud-americană (Lontra felina) \| \| \| \| \| \| Lutră chiliană (Lontra provocax) \| \| \| \| |
|  | |
|  | Vidră cu coadă lungă (Lontra longicaudis)                                                                        |
|  | |
|  | Lutră de mare sud-americană (Lontra felina)                                                                      |
|  | |
|  | Lutră chiliană (Lontra provocax)                                                                                 |
|  | |

|  | Lutră de mare sud-americană (Lontra felina) |
|  |                                             |
|  | Lutră chiliană (Lontra provocax)            |
|  |                                             |

|  | Vidră de râu (Lutra lutra)            |
|  |                                       |
|  | Vidră de Sumatra (Lutra sumatrana)    |
|  |                                       |
|  | Vidră japoneză de râu† (Lutra nippon) |
|  |                                       |
|  | Lutra euxena⁠(en)[traduceți]†          |
|  |                                       |
|  | Lutra castiglionis⁠(en)[traduceți]†    |
|  |                                       |
|  | Lutra simplicidens†                   |
|  |                                       |
|  | Lutra trinacriae†                     |
|  |                                       |

|  | Vidră africană fără gheare (Aonyx capensis)      |
|  |                                                  |
|  | Vidră orientală cu gheare scurte (Aonyx cinerea) |
|  |                                                  |
|  | Aonyx congicus                                   |
|  |                                                  |

|  | Vidră indiană (Lutrogale perspicillata) |
|  |                                         |

|  | Vidră africană fără gheare (Aonyx capensis)      |
|  |                                                  |
|  | Vidră orientală cu gheare scurte (Aonyx cinerea) |
|  |                                                  |
|  | Aonyx congicus                                   |
|  |                                                  |

|  | Vidră indiană (Lutrogale perspicillata) |
|  |                                         |

|  | Vidră de râu (Lutra lutra)            |
|  |                                       |
|  | Vidră de Sumatra (Lutra sumatrana)    |
|  |                                       |
|  | Vidră japoneză de râu† (Lutra nippon) |
|  |                                       |
|  | Lutra euxena⁠(en)[traduceți]†          |
|  |                                       |
|  | Lutra castiglionis⁠(en)[traduceți]†    |
|  |                                       |
|  | Lutra simplicidens†                   |
|  |                                       |
|  | Lutra trinacriae†                     |
|  |                                       |

|  | Vidră africană fără gheare (Aonyx capensis)      |
|  |                                                  |
|  | Vidră orientală cu gheare scurte (Aonyx cinerea) |
|  |                                                  |
|  | Aonyx congicus                                   |
|  |                                                  |

|  | Vidră indiană (Lutrogale perspicillata) |
|  |                                         |

|  | Vidră africană fără gheare (Aonyx capensis)      |
|  |                                                  |
|  | Vidră orientală cu gheare scurte (Aonyx cinerea) |
|  |                                                  |
|  | Aonyx congicus                                   |
|  |                                                  |

|  | Vidră indiană (Lutrogale perspicillata) |
|  |                                         |

|  | Vidră de râu (Lutra lutra)            |
|  |                                       |
|  | Vidră de Sumatra (Lutra sumatrana)    |
|  |                                       |
|  | Vidră japoneză de râu† (Lutra nippon) |
|  |                                       |
|  | Lutra euxena⁠(en)[traduceți]†          |
|  |                                       |
|  | Lutra castiglionis⁠(en)[traduceți]†    |
|  |                                       |
|  | Lutra simplicidens†                   |
|  |                                       |
|  | Lutra trinacriae†                     |
|  |                                       |

|  | Vidră africană fără gheare (Aonyx capensis)      |
|  |                                                  |
|  | Vidră orientală cu gheare scurte (Aonyx cinerea) |
|  |                                                  |
|  | Aonyx congicus                                   |
|  |                                                  |

|  | Vidră indiană (Lutrogale perspicillata) |
|  |                                         |

|  | Vidră africană fără gheare (Aonyx capensis)      |
|  |                                                  |
|  | Vidră orientală cu gheare scurte (Aonyx cinerea) |
|  |                                                  |
|  | Aonyx congicus                                   |
|  |                                                  |

|  | Vidră indiană (Lutrogale perspicillata) |
|  |                                         |

|  | Vidră de râu (Lutra lutra)            |
|  |                                       |
|  | Vidră de Sumatra (Lutra sumatrana)    |
|  |                                       |
|  | Vidră japoneză de râu† (Lutra nippon) |
|  |                                       |
|  | Lutra euxena⁠(en)[traduceți]†          |
|  |                                       |
|  | Lutra castiglionis⁠(en)[traduceți]†    |
|  |                                       |
|  | Lutra simplicidens†                   |
|  |                                       |
|  | Lutra trinacriae†                     |
|  |                                       |

|  | Vidră africană fără gheare (Aonyx capensis)      |
|  |                                                  |
|  | Vidră orientală cu gheare scurte (Aonyx cinerea) |
|  |                                                  |
|  | Aonyx congicus                                   |
|  |                                                  |

|  | Vidră indiană (Lutrogale perspicillata) |
|  |                                         |

|  | Vidră africană fără gheare (Aonyx capensis)      |
|  |                                                  |
|  | Vidră orientală cu gheare scurte (Aonyx cinerea) |
|  |                                                  |
|  | Aonyx congicus                                   |
|  |                                                  |

|  | Vidră indiană (Lutrogale perspicillata) |
|  |                                         |

|  | \| \| Lutră de mare sud-americană (Lontra felina) \| \| \| \| \| \| Lutră chiliană (Lontra provocax) \| \| \| \| |
|  | |
|  | Vidră cu coadă lungă (Lontra longicaudis)                                                                        |
|  | |
|  | Lutră de mare sud-americană (Lontra felina)                                                                      |
|  | |
|  | Lutră chiliană (Lontra provocax)                                                                                 |
|  | |

|  | Lutră de mare sud-americană (Lontra felina) |
|  |                                             |
|  | Lutră chiliană (Lontra provocax)            |
|  |                                             |

|  | \| \| Lutră de mare sud-americană (Lontra felina) \| \| \| \| \| \| Lutră chiliană (Lontra provocax) \| \| \| \| |
|  | |
|  | Vidră cu coadă lungă (Lontra longicaudis)                                                                        |
|  | |
|  | Lutră de mare sud-americană (Lontra felina)                                                                      |
|  | |
|  | Lutră chiliană (Lontra provocax)                                                                                 |
|  | |

|  | Lutră de mare sud-americană (Lontra felina) |
|  |                                             |
|  | Lutră chiliană (Lontra provocax)            |
|  |                                             |

|  | Vidră de râu (Lutra lutra)            |
|  |                                       |
|  | Vidră de Sumatra (Lutra sumatrana)    |
|  |                                       |
|  | Vidră japoneză de râu† (Lutra nippon) |
|  |                                       |
|  | Lutra euxena⁠(en)[traduceți]†          |
|  |                                       |
|  | Lutra castiglionis⁠(en)[traduceți]†    |
|  |                                       |
|  | Lutra simplicidens†                   |
|  |                                       |
|  | Lutra trinacriae†                     |
|  |                                       |

|  | Vidră africană fără gheare (Aonyx capensis)      |
|  |                                                  |
|  | Vidră orientală cu gheare scurte (Aonyx cinerea) |
|  |                                                  |
|  | Aonyx congicus                                   |
|  |                                                  |

|  | Vidră indiană (Lutrogale perspicillata) |
|  |                                         |

|  | Vidră africană fără gheare (Aonyx capensis)      |
|  |                                                  |
|  | Vidră orientală cu gheare scurte (Aonyx cinerea) |
|  |                                                  |
|  | Aonyx congicus                                   |
|  |                                                  |

|  | Vidră indiană (Lutrogale perspicillata) |
|  |                                         |

|  | Vidră de râu (Lutra lutra)            |
|  |                                       |
|  | Vidră de Sumatra (Lutra sumatrana)    |
|  |                                       |
|  | Vidră japoneză de râu† (Lutra nippon) |
|  |                                       |
|  | Lutra euxena⁠(en)[traduceți]†          |
|  |                                       |
|  | Lutra castiglionis⁠(en)[traduceți]†    |
|  |                                       |
|  | Lutra simplicidens†                   |
|  |                                       |
|  | Lutra trinacriae†                     |
|  |                                       |

|  | Vidră africană fără gheare (Aonyx capensis)      |
|  |                                                  |
|  | Vidră orientală cu gheare scurte (Aonyx cinerea) |
|  |                                                  |
|  | Aonyx congicus                                   |
|  |                                                  |

|  | Vidră indiană (Lutrogale perspicillata) |
|  |                                         |

|  | Vidră africană fără gheare (Aonyx capensis)      |
|  |                                                  |
|  | Vidră orientală cu gheare scurte (Aonyx cinerea) |
|  |                                                  |
|  | Aonyx congicus                                   |
|  |                                                  |

|  | Vidră indiană (Lutrogale perspicillata) |
|  |                                         |

|  | Vidră de râu (Lutra lutra)            |
|  |                                       |
|  | Vidră de Sumatra (Lutra sumatrana)    |
|  |                                       |
|  | Vidră japoneză de râu† (Lutra nippon) |
|  |                                       |
|  | Lutra euxena⁠(en)[traduceți]†          |
|  |                                       |
|  | Lutra castiglionis⁠(en)[traduceți]†    |
|  |                                       |
|  | Lutra simplicidens†                   |
|  |                                       |
|  | Lutra trinacriae†                     |
|  |                                       |

|  | Vidră africană fără gheare (Aonyx capensis)      |
|  |                                                  |
|  | Vidră orientală cu gheare scurte (Aonyx cinerea) |
|  |                                                  |
|  | Aonyx congicus                                   |
|  |                                                  |

|  | Vidră indiană (Lutrogale perspicillata) |
|  |                                         |

|  | Vidră africană fără gheare (Aonyx capensis)      |
|  |                                                  |
|  | Vidră orientală cu gheare scurte (Aonyx cinerea) |
|  |                                                  |
|  | Aonyx congicus                                   |
|  |                                                  |

|  | Vidră indiană (Lutrogale perspicillata) |
|  |                                         |

|  | Vidră de râu (Lutra lutra)            |
|  |                                       |
|  | Vidră de Sumatra (Lutra sumatrana)    |
|  |                                       |
|  | Vidră japoneză de râu† (Lutra nippon) |
|  |                                       |
|  | Lutra euxena⁠(en)[traduceți]†          |
|  |                                       |
|  | Lutra castiglionis⁠(en)[traduceți]†    |
|  |                                       |
|  | Lutra simplicidens†                   |
|  |                                       |
|  | Lutra trinacriae†                     |
|  |                                       |

|  | Vidră africană fără gheare (Aonyx capensis)      |
|  |                                                  |
|  | Vidră orientală cu gheare scurte (Aonyx cinerea) |
|  |                                                  |
|  | Aonyx congicus                                   |
|  |                                                  |

|  | Vidră indiană (Lutrogale perspicillata) |
|  |                                         |

|  | Vidră africană fără gheare (Aonyx capensis)      |
|  |                                                  |
|  | Vidră orientală cu gheare scurte (Aonyx cinerea) |
|  |                                                  |
|  | Aonyx congicus                                   |
|  |                                                  |

|  | Vidră indiană (Lutrogale perspicillata) |
|  |                                         |

|  | \| \| Lutră de mare sud-americană (Lontra felina) \| \| \| \| \| \| Lutră chiliană (Lontra provocax) \| \| \| \| |
|  | |
|  | Vidră cu coadă lungă (Lontra longicaudis)                                                                        |
|  | |
|  | Lutră de mare sud-americană (Lontra felina)                                                                      |
|  | |
|  | Lutră chiliană (Lontra provocax)                                                                                 |
|  | |

|  | Lutră de mare sud-americană (Lontra felina) |
|  |                                             |
|  | Lutră chiliană (Lontra provocax)            |
|  |                                             |

|  | \| \| Lutră de mare sud-americană (Lontra felina) \| \| \| \| \| \| Lutră chiliană (Lontra provocax) \| \| \| \| |
|  | |
|  | Vidră cu coadă lungă (Lontra longicaudis)                                                                        |
|  | |
|  | Lutră de mare sud-americană (Lontra felina)                                                                      |
|  | |
|  | Lutră chiliană (Lontra provocax)                                                                                 |
|  | |

|  | Lutră de mare sud-americană (Lontra felina) |
|  |                                             |
|  | Lutră chiliană (Lontra provocax)            |
|  |                                             |

|  | Vidră de râu (Lutra lutra)            |
|  |                                       |
|  | Vidră de Sumatra (Lutra sumatrana)    |
|  |                                       |
|  | Vidră japoneză de râu† (Lutra nippon) |
|  |                                       |
|  | Lutra euxena⁠(en)[traduceți]†          |
|  |                                       |
|  | Lutra castiglionis⁠(en)[traduceți]†    |
|  |                                       |
|  | Lutra simplicidens†                   |
|  |                                       |
|  | Lutra trinacriae†                     |
|  |                                       |

|  | Vidră africană fără gheare (Aonyx capensis)      |
|  |                                                  |
|  | Vidră orientală cu gheare scurte (Aonyx cinerea) |
|  |                                                  |
|  | Aonyx congicus                                   |
|  |                                                  |

|  | Vidră indiană (Lutrogale perspicillata) |
|  |                                         |

|  | Vidră africană fără gheare (Aonyx capensis)      |
|  |                                                  |
|  | Vidră orientală cu gheare scurte (Aonyx cinerea) |
|  |                                                  |
|  | Aonyx congicus                                   |
|  |                                                  |

|  | Vidră indiană (Lutrogale perspicillata) |
|  |                                         |

|  | Vidră de râu (Lutra lutra)            |
|  |                                       |
|  | Vidră de Sumatra (Lutra sumatrana)    |
|  |                                       |
|  | Vidră japoneză de râu† (Lutra nippon) |
|  |                                       |
|  | Lutra euxena⁠(en)[traduceți]†          |
|  |                                       |
|  | Lutra castiglionis⁠(en)[traduceți]†    |
|  |                                       |
|  | Lutra simplicidens†                   |
|  |                                       |
|  | Lutra trinacriae†                     |
|  |                                       |

|  | Vidră africană fără gheare (Aonyx capensis)      |
|  |                                                  |
|  | Vidră orientală cu gheare scurte (Aonyx cinerea) |
|  |                                                  |
|  | Aonyx congicus                                   |
|  |                                                  |

|  | Vidră indiană (Lutrogale perspicillata) |
|  |                                         |

|  | Vidră africană fără gheare (Aonyx capensis)      |
|  |                                                  |
|  | Vidră orientală cu gheare scurte (Aonyx cinerea) |
|  |                                                  |
|  | Aonyx congicus                                   |
|  |                                                  |

|  | Vidră indiană (Lutrogale perspicillata) |
|  |                                         |

|  | Vidră de râu (Lutra lutra)            |
|  |                                       |
|  | Vidră de Sumatra (Lutra sumatrana)    |
|  |                                       |
|  | Vidră japoneză de râu† (Lutra nippon) |
|  |                                       |
|  | Lutra euxena⁠(en)[traduceți]†          |
|  |                                       |
|  | Lutra castiglionis⁠(en)[traduceți]†    |
|  |                                       |
|  | Lutra simplicidens†                   |
|  |                                       |
|  | Lutra trinacriae†                     |
|  |                                       |

|  | Vidră africană fără gheare (Aonyx capensis)      |
|  |                                                  |
|  | Vidră orientală cu gheare scurte (Aonyx cinerea) |
|  |                                                  |
|  | Aonyx congicus                                   |
|  |                                                  |

|  | Vidră indiană (Lutrogale perspicillata) |
|  |                                         |

|  | Vidră africană fără gheare (Aonyx capensis)      |
|  |                                                  |
|  | Vidră orientală cu gheare scurte (Aonyx cinerea) |
|  |                                                  |
|  | Aonyx congicus                                   |
|  |                                                  |

|  | Vidră indiană (Lutrogale perspicillata) |
|  |                                         |

|  | Vidră de râu (Lutra lutra)            |
|  |                                       |
|  | Vidră de Sumatra (Lutra sumatrana)    |
|  |                                       |
|  | Vidră japoneză de râu† (Lutra nippon) |
|  |                                       |
|  | Lutra euxena⁠(en)[traduceți]†          |
|  |                                       |
|  | Lutra castiglionis⁠(en)[traduceți]†    |
|  |                                       |
|  | Lutra simplicidens†                   |
|  |                                       |
|  | Lutra trinacriae†                     |
|  |                                       |

|  | Vidră africană fără gheare (Aonyx capensis)      |
|  |                                                  |
|  | Vidră orientală cu gheare scurte (Aonyx cinerea) |
|  |                                                  |
|  | Aonyx congicus                                   |
|  |                                                  |

|  | Vidră indiană (Lutrogale perspicillata) |
|  |                                         |

|  | Vidră africană fără gheare (Aonyx capensis)      |
|  |                                                  |
|  | Vidră orientală cu gheare scurte (Aonyx cinerea) |
|  |                                                  |
|  | Aonyx congicus                                   |
|  |                                                  |

|  | Vidră indiană (Lutrogale perspicillata) |
|  |                                         |

|  | \| \| Lutră de mare sud-americană (Lontra felina) \| \| \| \| \| \| Lutră chiliană (Lontra provocax) \| \| \| \| |
|  | |
|  | Vidră cu coadă lungă (Lontra longicaudis)                                                                        |
|  | |
|  | Lutră de mare sud-americană (Lontra felina)                                                                      |
|  | |
|  | Lutră chiliană (Lontra provocax)                                                                                 |
|  | |

|  | Lutră de mare sud-americană (Lontra felina) |
|  |                                             |
|  | Lutră chiliană (Lontra provocax)            |
|  |                                             |

|  | \| \| Lutră de mare sud-americană (Lontra felina) \| \| \| \| \| \| Lutră chiliană (Lontra provocax) \| \| \| \| |
|  | |
|  | Vidră cu coadă lungă (Lontra longicaudis)                                                                        |
|  | |
|  | Lutră de mare sud-americană (Lontra felina)                                                                      |
|  | |
|  | Lutră chiliană (Lontra provocax)                                                                                 |
|  | |

|  | Lutră de mare sud-americană (Lontra felina) |
|  |                                             |
|  | Lutră chiliană (Lontra provocax)            |
|  |                                             |

|  | Vidră de râu (Lutra lutra)            |
|  |                                       |
|  | Vidră de Sumatra (Lutra sumatrana)    |
|  |                                       |
|  | Vidră japoneză de râu† (Lutra nippon) |
|  |                                       |
|  | Lutra euxena⁠(en)[traduceți]†          |
|  |                                       |
|  | Lutra castiglionis⁠(en)[traduceți]†    |
|  |                                       |
|  | Lutra simplicidens†                   |
|  |                                       |
|  | Lutra trinacriae†                     |
|  |                                       |

|  | Vidră africană fără gheare (Aonyx capensis)      |
|  |                                                  |
|  | Vidră orientală cu gheare scurte (Aonyx cinerea) |
|  |                                                  |
|  | Aonyx congicus                                   |
|  |                                                  |

|  | Vidră indiană (Lutrogale perspicillata) |
|  |                                         |

|  | Vidră africană fără gheare (Aonyx capensis)      |
|  |                                                  |
|  | Vidră orientală cu gheare scurte (Aonyx cinerea) |
|  |                                                  |
|  | Aonyx congicus                                   |
|  |                                                  |

|  | Vidră indiană (Lutrogale perspicillata) |
|  |                                         |

|  | Vidră de râu (Lutra lutra)            |
|  |                                       |
|  | Vidră de Sumatra (Lutra sumatrana)    |
|  |                                       |
|  | Vidră japoneză de râu† (Lutra nippon) |
|  |                                       |
|  | Lutra euxena⁠(en)[traduceți]†          |
|  |                                       |
|  | Lutra castiglionis⁠(en)[traduceți]†    |
|  |                                       |
|  | Lutra simplicidens†                   |
|  |                                       |
|  | Lutra trinacriae†                     |
|  |                                       |

|  | Vidră africană fără gheare (Aonyx capensis)      |
|  |                                                  |
|  | Vidră orientală cu gheare scurte (Aonyx cinerea) |
|  |                                                  |
|  | Aonyx congicus                                   |
|  |                                                  |

|  | Vidră indiană (Lutrogale perspicillata) |
|  |                                         |

|  | Vidră africană fără gheare (Aonyx capensis)      |
|  |                                                  |
|  | Vidră orientală cu gheare scurte (Aonyx cinerea) |
|  |                                                  |
|  | Aonyx congicus                                   |
|  |                                                  |

|  | Vidră indiană (Lutrogale perspicillata) |
|  |                                         |

|  | Vidră de râu (Lutra lutra)            |
|  |                                       |
|  | Vidră de Sumatra (Lutra sumatrana)    |
|  |                                       |
|  | Vidră japoneză de râu† (Lutra nippon) |
|  |                                       |
|  | Lutra euxena⁠(en)[traduceți]†          |
|  |                                       |
|  | Lutra castiglionis⁠(en)[traduceți]†    |
|  |                                       |
|  | Lutra simplicidens†                   |
|  |                                       |
|  | Lutra trinacriae†                     |
|  |                                       |

|  | Vidră africană fără gheare (Aonyx capensis)      |
|  |                                                  |
|  | Vidră orientală cu gheare scurte (Aonyx cinerea) |
|  |                                                  |
|  | Aonyx congicus                                   |
|  |                                                  |

|  | Vidră indiană (Lutrogale perspicillata) |
|  |                                         |

|  | Vidră africană fără gheare (Aonyx capensis)      |
|  |                                                  |
|  | Vidră orientală cu gheare scurte (Aonyx cinerea) |
|  |                                                  |
|  | Aonyx congicus                                   |
|  |                                                  |

|  | Vidră indiană (Lutrogale perspicillata) |
|  |                                         |

|  | Vidră de râu (Lutra lutra)            |
|  |                                       |
|  | Vidră de Sumatra (Lutra sumatrana)    |
|  |                                       |
|  | Vidră japoneză de râu† (Lutra nippon) |
|  |                                       |
|  | Lutra euxena⁠(en)[traduceți]†          |
|  |                                       |
|  | Lutra castiglionis⁠(en)[traduceți]†    |
|  |                                       |
|  | Lutra simplicidens†                   |
|  |                                       |
|  | Lutra trinacriae†                     |
|  |                                       |

|  | Vidră africană fără gheare (Aonyx capensis)      |
|  |                                                  |
|  | Vidră orientală cu gheare scurte (Aonyx cinerea) |
|  |                                                  |
|  | Aonyx congicus                                   |
|  |                                                  |

|  | Vidră indiană (Lutrogale perspicillata) |
|  |                                         |

|  | Vidră africană fără gheare (Aonyx capensis)      |
|  |                                                  |
|  | Vidră orientală cu gheare scurte (Aonyx cinerea) |
|  |                                                  |
|  | Aonyx congicus                                   |
|  |                                                  |

|  | Vidră indiană (Lutrogale perspicillata) |
|  |                                         |

|  | \| \| Lutră de mare sud-americană (Lontra felina) \| \| \| \| \| \| Lutră chiliană (Lontra provocax) \| \| \| \| |
|  | |
|  | Vidră cu coadă lungă (Lontra longicaudis)                                                                        |
|  | |
|  | Lutră de mare sud-americană (Lontra felina)                                                                      |
|  | |
|  | Lutră chiliană (Lontra provocax)                                                                                 |
|  | |

|  | Lutră de mare sud-americană (Lontra felina) |
|  |                                             |
|  | Lutră chiliană (Lontra provocax)            |
|  |                                             |

|  | \| \| Lutră de mare sud-americană (Lontra felina) \| \| \| \| \| \| Lutră chiliană (Lontra provocax) \| \| \| \| |
|  | |
|  | Vidră cu coadă lungă (Lontra longicaudis)                                                                        |
|  | |
|  | Lutră de mare sud-americană (Lontra felina)                                                                      |
|  | |
|  | Lutră chiliană (Lontra provocax)                                                                                 |
|  | |

|  | Lutră de mare sud-americană (Lontra felina) |
|  |                                             |
|  | Lutră chiliană (Lontra provocax)            |
|  |                                             |

|  | Vidră de râu (Lutra lutra)            |
|  |                                       |
|  | Vidră de Sumatra (Lutra sumatrana)    |
|  |                                       |
|  | Vidră japoneză de râu† (Lutra nippon) |
|  |                                       |
|  | Lutra euxena⁠(en)[traduceți]†          |
|  |                                       |
|  | Lutra castiglionis⁠(en)[traduceți]†    |
|  |                                       |
|  | Lutra simplicidens†                   |
|  |                                       |
|  | Lutra trinacriae†                     |
|  |                                       |

|  | Vidră africană fără gheare (Aonyx capensis)      |
|  |                                                  |
|  | Vidră orientală cu gheare scurte (Aonyx cinerea) |
|  |                                                  |
|  | Aonyx congicus                                   |
|  |                                                  |

|  | Vidră indiană (Lutrogale perspicillata) |
|  |                                         |

|  | Vidră africană fără gheare (Aonyx capensis)      |
|  |                                                  |
|  | Vidră orientală cu gheare scurte (Aonyx cinerea) |
|  |                                                  |
|  | Aonyx congicus                                   |
|  |                                                  |

|  | Vidră indiană (Lutrogale perspicillata) |
|  |                                         |

|  | Vidră de râu (Lutra lutra)            |
|  |                                       |
|  | Vidră de Sumatra (Lutra sumatrana)    |
|  |                                       |
|  | Vidră japoneză de râu† (Lutra nippon) |
|  |                                       |
|  | Lutra euxena⁠(en)[traduceți]†          |
|  |                                       |
|  | Lutra castiglionis⁠(en)[traduceți]†    |
|  |                                       |
|  | Lutra simplicidens†                   |
|  |                                       |
|  | Lutra trinacriae†                     |
|  |                                       |

|  | Vidră africană fără gheare (Aonyx capensis)      |
|  |                                                  |
|  | Vidră orientală cu gheare scurte (Aonyx cinerea) |
|  |                                                  |
|  | Aonyx congicus                                   |
|  |                                                  |

|  | Vidră indiană (Lutrogale perspicillata) |
|  |                                         |

|  | Vidră africană fără gheare (Aonyx capensis)      |
|  |                                                  |
|  | Vidră orientală cu gheare scurte (Aonyx cinerea) |
|  |                                                  |
|  | Aonyx congicus                                   |
|  |                                                  |

|  | Vidră indiană (Lutrogale perspicillata) |
|  |                                         |

|  | Vidră de râu (Lutra lutra)            |
|  |                                       |
|  | Vidră de Sumatra (Lutra sumatrana)    |
|  |                                       |
|  | Vidră japoneză de râu† (Lutra nippon) |
|  |                                       |
|  | Lutra euxena⁠(en)[traduceți]†          |
|  |                                       |
|  | Lutra castiglionis⁠(en)[traduceți]†    |
|  |                                       |
|  | Lutra simplicidens†                   |
|  |                                       |
|  | Lutra trinacriae†                     |
|  |                                       |

|  | Vidră africană fără gheare (Aonyx capensis)      |
|  |                                                  |
|  | Vidră orientală cu gheare scurte (Aonyx cinerea) |
|  |                                                  |
|  | Aonyx congicus                                   |
|  |                                                  |

|  | Vidră indiană (Lutrogale perspicillata) |
|  |                                         |

|  | Vidră africană fără gheare (Aonyx capensis)      |
|  |                                                  |
|  | Vidră orientală cu gheare scurte (Aonyx cinerea) |
|  |                                                  |
|  | Aonyx congicus                                   |
|  |                                                  |

|  | Vidră indiană (Lutrogale perspicillata) |
|  |                                         |

|  | Vidră de râu (Lutra lutra)            |
|  |                                       |
|  | Vidră de Sumatra (Lutra sumatrana)    |
|  |                                       |
|  | Vidră japoneză de râu† (Lutra nippon) |
|  |                                       |
|  | Lutra euxena⁠(en)[traduceți]†          |
|  |                                       |
|  | Lutra castiglionis⁠(en)[traduceți]†    |
|  |                                       |
|  | Lutra simplicidens†                   |
|  |                                       |
|  | Lutra trinacriae†                     |
|  |                                       |

|  | Vidră africană fără gheare (Aonyx capensis)      |
|  |                                                  |
|  | Vidră orientală cu gheare scurte (Aonyx cinerea) |
|  |                                                  |
|  | Aonyx congicus                                   |
|  |                                                  |

|  | Vidră indiană (Lutrogale perspicillata) |
|  |                                         |

|  | Vidră africană fără gheare (Aonyx capensis)      |
|  |                                                  |
|  | Vidră orientală cu gheare scurte (Aonyx cinerea) |
|  |                                                  |
|  | Aonyx congicus                                   |
|  |                                                  |

|  | Vidră indiană (Lutrogale perspicillata) |
|  |                                         |

|  | \| \| Lutră de mare sud-americană (Lontra felina) \| \| \| \| \| \| Lutră chiliană (Lontra provocax) \| \| \| \| |
|  | |
|  | Vidră cu coadă lungă (Lontra longicaudis)                                                                        |
|  | |
|  | Lutră de mare sud-americană (Lontra felina)                                                                      |
|  | |
|  | Lutră chiliană (Lontra provocax)                                                                                 |
|  | |

|  | Lutră de mare sud-americană (Lontra felina) |
|  |                                             |
|  | Lutră chiliană (Lontra provocax)            |
|  |                                             |

|  | \| \| Lutră de mare sud-americană (Lontra felina) \| \| \| \| \| \| Lutră chiliană (Lontra provocax) \| \| \| \| |
|  | |
|  | Vidră cu coadă lungă (Lontra longicaudis)                                                                        |
|  | |
|  | Lutră de mare sud-americană (Lontra felina)                                                                      |
|  | |
|  | Lutră chiliană (Lontra provocax)                                                                                 |
|  | |

|  | Lutră de mare sud-americană (Lontra felina) |
|  |                                             |
|  | Lutră chiliană (Lontra provocax)            |
|  |                                             |

|  | Vidră de râu (Lutra lutra)            |
|  |                                       |
|  | Vidră de Sumatra (Lutra sumatrana)    |
|  |                                       |
|  | Vidră japoneză de râu† (Lutra nippon) |
|  |                                       |
|  | Lutra euxena⁠(en)[traduceți]†          |
|  |                                       |
|  | Lutra castiglionis⁠(en)[traduceți]†    |
|  |                                       |
|  | Lutra simplicidens†                   |
|  |                                       |
|  | Lutra trinacriae†                     |
|  |                                       |

|  | Vidră africană fără gheare (Aonyx capensis)      |
|  |                                                  |
|  | Vidră orientală cu gheare scurte (Aonyx cinerea) |
|  |                                                  |
|  | Aonyx congicus                                   |
|  |                                                  |

|  | Vidră indiană (Lutrogale perspicillata) |
|  |                                         |

|  | Vidră africană fără gheare (Aonyx capensis)      |
|  |                                                  |
|  | Vidră orientală cu gheare scurte (Aonyx cinerea) |
|  |                                                  |
|  | Aonyx congicus                                   |
|  |                                                  |

|  | Vidră indiană (Lutrogale perspicillata) |
|  |                                         |

|  | Vidră de râu (Lutra lutra)            |
|  |                                       |
|  | Vidră de Sumatra (Lutra sumatrana)    |
|  |                                       |
|  | Vidră japoneză de râu† (Lutra nippon) |
|  |                                       |
|  | Lutra euxena⁠(en)[traduceți]†          |
|  |                                       |
|  | Lutra castiglionis⁠(en)[traduceți]†    |
|  |                                       |
|  | Lutra simplicidens†                   |
|  |                                       |
|  | Lutra trinacriae†                     |
|  |                                       |

|  | Vidră africană fără gheare (Aonyx capensis)      |
|  |                                                  |
|  | Vidră orientală cu gheare scurte (Aonyx cinerea) |
|  |                                                  |
|  | Aonyx congicus                                   |
|  |                                                  |

|  | Vidră indiană (Lutrogale perspicillata) |
|  |                                         |

|  | Vidră africană fără gheare (Aonyx capensis)      |
|  |                                                  |
|  | Vidră orientală cu gheare scurte (Aonyx cinerea) |
|  |                                                  |
|  | Aonyx congicus                                   |
|  |                                                  |

|  | Vidră indiană (Lutrogale perspicillata) |
|  |                                         |

|  | Vidră de râu (Lutra lutra)            |
|  |                                       |
|  | Vidră de Sumatra (Lutra sumatrana)    |
|  |                                       |
|  | Vidră japoneză de râu† (Lutra nippon) |
|  |                                       |
|  | Lutra euxena⁠(en)[traduceți]†          |
|  |                                       |
|  | Lutra castiglionis⁠(en)[traduceți]†    |
|  |                                       |
|  | Lutra simplicidens†                   |
|  |                                       |
|  | Lutra trinacriae†                     |
|  |                                       |

|  | Vidră africană fără gheare (Aonyx capensis)      |
|  |                                                  |
|  | Vidră orientală cu gheare scurte (Aonyx cinerea) |
|  |                                                  |
|  | Aonyx congicus                                   |
|  |                                                  |

|  | Vidră indiană (Lutrogale perspicillata) |
|  |                                         |

|  | Vidră africană fără gheare (Aonyx capensis)      |
|  |                                                  |
|  | Vidră orientală cu gheare scurte (Aonyx cinerea) |
|  |                                                  |
|  | Aonyx congicus                                   |
|  |                                                  |

|  | Vidră indiană (Lutrogale perspicillata) |
|  |                                         |

|  | Vidră de râu (Lutra lutra)            |
|  |                                       |
|  | Vidră de Sumatra (Lutra sumatrana)    |
|  |                                       |
|  | Vidră japoneză de râu† (Lutra nippon) |
|  |                                       |
|  | Lutra euxena⁠(en)[traduceți]†          |
|  |                                       |
|  | Lutra castiglionis⁠(en)[traduceți]†    |
|  |                                       |
|  | Lutra simplicidens†                   |
|  |                                       |
|  | Lutra trinacriae†                     |
|  |                                       |

|  | Vidră africană fără gheare (Aonyx capensis)      |
|  |                                                  |
|  | Vidră orientală cu gheare scurte (Aonyx cinerea) |
|  |                                                  |
|  | Aonyx congicus                                   |
|  |                                                  |

|  | Vidră indiană (Lutrogale perspicillata) |
|  |                                         |

|  | Vidră africană fără gheare (Aonyx capensis)      |
|  |                                                  |
|  | Vidră orientală cu gheare scurte (Aonyx cinerea) |
|  |                                                  |
|  | Aonyx congicus                                   |
|  |                                                  |

|  | Vidră indiană (Lutrogale perspicillata) |
|  |                                         |

|  | \| \| Lutră de mare sud-americană (Lontra felina) \| \| \| \| \| \| Lutră chiliană (Lontra provocax) \| \| \| \| |
|  | |
|  | Vidră cu coadă lungă (Lontra longicaudis)                                                                        |
|  | |
|  | Lutră de mare sud-americană (Lontra felina)                                                                      |
|  | |
|  | Lutră chiliană (Lontra provocax)                                                                                 |
|  | |

|  | Lutră de mare sud-americană (Lontra felina) |
|  |                                             |
|  | Lutră chiliană (Lontra provocax)            |
|  |                                             |

|  | \| \| Lutră de mare sud-americană (Lontra felina) \| \| \| \| \| \| Lutră chiliană (Lontra provocax) \| \| \| \| |
|  | |
|  | Vidră cu coadă lungă (Lontra longicaudis)                                                                        |
|  | |
|  | Lutră de mare sud-americană (Lontra felina)                                                                      |
|  | |
|  | Lutră chiliană (Lontra provocax)                                                                                 |
|  | |

|  | Lutră de mare sud-americană (Lontra felina) |
|  |                                             |
|  | Lutră chiliană (Lontra provocax)            |
|  |                                             |

|  | Vidră de râu (Lutra lutra)            |
|  |                                       |
|  | Vidră de Sumatra (Lutra sumatrana)    |
|  |                                       |
|  | Vidră japoneză de râu† (Lutra nippon) |
|  |                                       |
|  | Lutra euxena⁠(en)[traduceți]†          |
|  |                                       |
|  | Lutra castiglionis⁠(en)[traduceți]†    |
|  |                                       |
|  | Lutra simplicidens†                   |
|  |                                       |
|  | Lutra trinacriae†                     |
|  |                                       |

|  | Vidră africană fără gheare (Aonyx capensis)      |
|  |                                                  |
|  | Vidră orientală cu gheare scurte (Aonyx cinerea) |
|  |                                                  |
|  | Aonyx congicus                                   |
|  |                                                  |

|  | Vidră indiană (Lutrogale perspicillata) |
|  |                                         |

|  | Vidră africană fără gheare (Aonyx capensis)      |
|  |                                                  |
|  | Vidră orientală cu gheare scurte (Aonyx cinerea) |
|  |                                                  |
|  | Aonyx congicus                                   |
|  |                                                  |

|  | Vidră indiană (Lutrogale perspicillata) |
|  |                                         |

|  | Vidră de râu (Lutra lutra)            |
|  |                                       |
|  | Vidră de Sumatra (Lutra sumatrana)    |
|  |                                       |
|  | Vidră japoneză de râu† (Lutra nippon) |
|  |                                       |
|  | Lutra euxena⁠(en)[traduceți]†          |
|  |                                       |
|  | Lutra castiglionis⁠(en)[traduceți]†    |
|  |                                       |
|  | Lutra simplicidens†                   |
|  |                                       |
|  | Lutra trinacriae†                     |
|  |                                       |

|  | Vidră africană fără gheare (Aonyx capensis)      |
|  |                                                  |
|  | Vidră orientală cu gheare scurte (Aonyx cinerea) |
|  |                                                  |
|  | Aonyx congicus                                   |
|  |                                                  |

|  | Vidră indiană (Lutrogale perspicillata) |
|  |                                         |

|  | Vidră africană fără gheare (Aonyx capensis)      |
|  |                                                  |
|  | Vidră orientală cu gheare scurte (Aonyx cinerea) |
|  |                                                  |
|  | Aonyx congicus                                   |
|  |                                                  |

|  | Vidră indiană (Lutrogale perspicillata) |
|  |                                         |

|  | Vidră de râu (Lutra lutra)            |
|  |                                       |
|  | Vidră de Sumatra (Lutra sumatrana)    |
|  |                                       |
|  | Vidră japoneză de râu† (Lutra nippon) |
|  |                                       |
|  | Lutra euxena⁠(en)[traduceți]†          |
|  |                                       |
|  | Lutra castiglionis⁠(en)[traduceți]†    |
|  |                                       |
|  | Lutra simplicidens†                   |
|  |                                       |
|  | Lutra trinacriae†                     |
|  |                                       |

|  | Vidră africană fără gheare (Aonyx capensis)      |
|  |                                                  |
|  | Vidră orientală cu gheare scurte (Aonyx cinerea) |
|  |                                                  |
|  | Aonyx congicus                                   |
|  |                                                  |

|  | Vidră indiană (Lutrogale perspicillata) |
|  |                                         |

|  | Vidră africană fără gheare (Aonyx capensis)      |
|  |                                                  |
|  | Vidră orientală cu gheare scurte (Aonyx cinerea) |
|  |                                                  |
|  | Aonyx congicus                                   |
|  |                                                  |

|  | Vidră indiană (Lutrogale perspicillata) |
|  |                                         |

|  | Vidră de râu (Lutra lutra)            |
|  |                                       |
|  | Vidră de Sumatra (Lutra sumatrana)    |
|  |                                       |
|  | Vidră japoneză de râu† (Lutra nippon) |
|  |                                       |
|  | Lutra euxena⁠(en)[traduceți]†          |
|  |                                       |
|  | Lutra castiglionis⁠(en)[traduceți]†    |
|  |                                       |
|  | Lutra simplicidens†                   |
|  |                                       |
|  | Lutra trinacriae†                     |
|  |                                       |

|  | Vidră africană fără gheare (Aonyx capensis)      |
|  |                                                  |
|  | Vidră orientală cu gheare scurte (Aonyx cinerea) |
|  |                                                  |
|  | Aonyx congicus                                   |
|  |                                                  |

|  | Vidră indiană (Lutrogale perspicillata) |
|  |                                         |

|  | Vidră africană fără gheare (Aonyx capensis)      |
|  |                                                  |
|  | Vidră orientală cu gheare scurte (Aonyx cinerea) |
|  |                                                  |
|  | Aonyx congicus                                   |
|  |                                                  |

|  | Vidră indiană (Lutrogale perspicillata) |
|  |                                         |

### Specii extante
Există 13 specii extante de vidră:
| Imagine | Gen                      | Specii |
| ------- | ------------------------ | --- |
|         | Lutra (Brisson, 1762)    | - Vidră de râu (Lutra lutra) - Vidră de Sumatra (Lutra sumatrana)                                                                                                  |
|         | Hydrictis (Pocock, 1921) | - Vidră cu gât pătat (Hydrictis maculicollis) |
|         | Lutrogale (Gray, 1865)   | - Vidră indiană (Lutrogale perspicillata) |
|         | Lontra (Gray, 1843)      | - Vidră americană (Lontra canadensis) - Lutră chiliană (Lontra provocax) - Vidră cu coadă lungă (Lontra longicaudis) - Lutră de mare sud-americană (Lontra felina) |
|         | Pteronura (Gray, 1837)   | - Vidră uriașă (Pteronura brasiliensis) |
|         | Aonyx (Lesson, 1827)     | - Vidră africană fără gheare (Aonyx capensis) - Vidră orientală cu gheare scurte (Aonyx cinereus) - Aonyx congicus                                                 |
|         | Enhydra (Fleming, 1828)  | - Vidră de mare (Enhydra lutris) |

### Specii extincte
Subfamilia Lutrinae
- Genul Lutra 
  - †Lutra castiglionis⁠(en)[traduceți] – Corsica, Pleistocen[6]
  - †Lutra euxena⁠(en)[traduceți] – Malta, Pleistocen[7]
  - †Vidră japoneză de râu (Lutra nippon) – Japonia; ultima observare oficială în 1979[5]
- Genul Lutrogale
  - †Lutrogale cretensis⁠(en)[traduceți][8]
- Genul Enhydra
  - †Enhydra reevei[9]
- Genul †Algarolutra⁠(en)[traduceți] – Corsica și Sardinia, Pleistocen[8]
- Genul †Cyrnaonyx⁠(en)[traduceți] – Europa, Pleistocen[10]
- Genul †Enhydriodon⁠(en)[traduceți] – Etiopia, Miocenul târziu până la Pliocen[11]
- Genul †Enhydritherium⁠(en)[traduceți] – America de Nord, Miocenul târziu până la Pliocenul timpuriu[12]
- Genul †Limnonyx – Germania, Miocenul târziu[13]
- Genul †Megalenhydris⁠(en)[traduceți] – Sardinia, Pleistocen[14]
- Genul †Paludolutra – Italia, Miocenul târziu[15]
- Genul †Sardolutra⁠(en)[traduceți] – Sardinia, Pleistocen[8]
- Genul †Siamogale⁠(en)[traduceți] – Asia de Est, Miocenul târziu până la Pliocenul timpuriu[15]
- Genul †Sivaonyx – Asia și Africa, Miocenul târziu până la Pliocenul timpuriu[16]
- Genul †Teruelictis⁠(en)[traduceți] – Spania, Miocenul târziu[17]
- Genul †Torolutra – Africa, Pliocen[16]
- Genul †Tyrrhenolutra – Italia, Miocenul târziu[15]
- Genul †Vishnuonyx – Europa, Asia și Africa, Miocenul târziu până la Pliocenul timpuriu[16]